# バーバラ・シガーズ・フランクリン
バーバラ・ヴァーニス・シガーズ・フランクリン（英語: Barbara Vernice Siggers Franklin, 1917年1月29日 - 1952年3月7日）は、伝説的なソウル/ゴスペル歌手アレサ・フランクリンの母で、夫は有名なバプテスト派の黒人説教者C・L・フランクリン師であった。バーバラは、1936年6月3日にフランクリン師と結婚し、1938年から1944年にかけて、長女アーマ（1938年 - 2002年）、長男セシル（Cecil、1940年 – 1989年）、次女アレサ（1942年 - 2018年）、三女キャロリン（Carolyn、1944年 - 1988年）と4人の子どもをもうけた。フランクリン師と結婚した時点で、バーバラには既に他の男性との間に生まれた息子ヴォーン(Vaughn、1934年12月24日 - ）がいたが、フランクリン師は結婚後すぐにヴォーンを養子とした。
バーバラ・ヴァーニス・シガーズは、ミシシッピ州ボリバー郡シェルビーに生まれた。
バーバラは才能に恵まれたピアニストであり、マヘリア・ジャクソンによれば、全米でも最も優れたゴスペル歌手のひとりであったという。結婚後のバーバラは妻として、母としての役割を優先させていたが、フランクリン師が主任牧師を務めた各地の教会における音楽行事には積極的に参加していた。
結婚生活がトラブルに見舞われた原因は、フランクリン師の数多くの不貞行為にあり、1940年には、メンフィスの信徒で当時13歳の少女だったミルドレッド・ジェニングス(Mildred Jennings)に、息子カール・エレン・ケリー（旧姓ジェニングス）(Carl Ellan Kelley (née Jennings))を生ませるという事態も起きていた:61。1948年に至り、バーバラはフランクリン師との別居に踏み切った。バーバラは、当時母親が住んでおり、1944年5月から1946年6月までフランクリン師が Friendship Baptist Church で主任牧師を務めていてなじみもあったニューヨーク州バッファローに移り住み、楽器店で働いたり、音楽の個人レッスンをしたり、看護助手の養成課程に学んだりしながら、単身で生活していた:123。 結局、バーバラとフランクリン師は正式な離婚には最後まで踏み切らなかった。
バーバラ・フランクリンは子どもたちを見捨てた、という主旨の記事が広く見られるが、アレサ・フランクリンはこうした噂を否定しており、C・L・フランクリン師の伝記を著したコーネル大学のニック・サルバトーレ教授(Prof. Nick Salvatore)も、噂が根拠の薄いものに過ぎないと論じている。サルバトーレによれば、バーバラ・フランクリンは子どもたちと面会するために何度もミシガン州デトロイトに戻っているし、子どもたちも夏休みにはバッファローを訪れ、母親の家に泊まったりしていたという。
バーバラ・フランクリンは、1952年3月7日にバッファローで、心臓発作により亡くなった:125。34歳であった。